# Micropsyrassa pilosella
Micropsyrassa pilosella là một loài bọ cánh cứng trong họ Cerambycidae.